# Ascaro (Schiff)
Die Ascaro war der letzte Zerstörer der ersten Soldati-Klasse der italienischen Regia Marina. Das für die Chinesische Marine begonnene Schiff wurde 1912 von der Regia Marina vor dem Stapellauf erworben.
1921 zu einem Torpedoboot umklassifiziert wurde die Ascaro 1930 ausgesondert und verschrottet.

## Geschichte des Zerstörers
Seit 1905 baute die Werft Ansaldo in Genua zehn Zerstörer der ersten Soldati-Klasse, (auch Soldato-Klasse) für die Italienische Marine. Die Zerstörer waren eine Weiterentwicklung der britischen 30-knotter. Die Zerstörer wurden nach den Soldaten verschiedener Waffengattungen benannt. 1907 lieferte Ansaldo am 13. April die Bersagliere und dann drei weitere Schiffe mit Kohlenfeuerung ab. Die restlichen sechs Schiffe folgen alle im Jahr 1910, wobei am 26. Januar mit Fucilieri und Carabiniere die ersten Zerstörer mit Ölfeuerung abgeliefert wurden. Es folgten im Lauf des Jahres noch zwei Zerstörer mit Ölfeuerung und nochmals zwei mit Kohlenfeuerung bis zum 1. Juni 1910 (Garibaldino). Auch die sechs Zerstörer mit Kohlenfeuerung wurden ab 1912 auf Ölfeuerung umgestellt.

Risse der Soldati-Klasse

1910 bestellte das Kaiserreich China einige Schiffe in Italien, darunter einen Zerstörer bei Ansaldo vom Soldati-Typ. Der Zerstörer, der den Namen Tsing Po erhalten sollte, wurde schon vor dem Stapellauf von der italienischen Marine angekauft. Grund für den Ankauf war die Unsicherheit hinsichtlich des Auftraggebers nach der Revolution in China sowie der Krieg mit der Türkei, in dem die kleinen italienischen Torpedoboote wenig nutzten, die Schwesterschiffe sich bewährten und mit einer Lieferung der bestellten größeren Zerstörer der Indomito-Klasse noch nicht zu rechnen war.

Für den Dienst in der italienischen Marine wurde der vordere Kessel des Zerstörers auf Ölfeuerung umgestellt. Der Treibstoffvorrat umfasste 50 t Kohle und 34 t Öl. Von den zehn schon für Italien fertiggestellten Vorgängern hatten sechs eine Kohlenfeuerung (90 t Kohle) und vier eine reine Ölfeuerung (63 t Vorrat) erhalten.

Sonst entsprach das Schiff mit 65 Meter Länge über alles (64,5 m pp.), 6,1 m Breite und 2,1 m Tiefgang seinen von Italien bestellten Schwesterschiffen. Die drei eingebauten Dampfkessel waren vom Typ Thornycroft, die beiden Dreifach-Expansionsmaschinen leisteten bis zu 8000 PS auf zwei Wellen und ermöglichten eine Höchstgeschwindigkeit von 28,5 Knoten (kn).
Ascaro erhielt nicht die ursprünglich von China geplante Mischbewaffnung aus zwei 76-mm- und vier 47-mm-Kanonen, sondern wie die italienischen Vorläufer, vier von Ansaldo gefertigte 76-mm-L/40-M.1897-Kanonen, einen Nachbau der britischen QF 12 pounder 12 cwt naval gun.
Dazu kamen noch drei einzelne 457-mm-Torpedorohre und bei Bedarf 10 Seeminen.
Damit hatte sie eine Einsatzverdrängung von 396 t und 414 t bei maximaler Zuladung. Die am 6. Dezember 1912 vom Stapel gelaufene Ascaro kam am 21. Juli 1913 als elftes Schiff der Klasse in den Dienst der Regia Marina.

### Einsatzgeschichte
Als Italien 1915 auf Seiten der Entente dem Weltkrieg beitrat, war die Ascaro Teil des 4. Zerstörergeschwaders (IV Squadriglia Cacciatorpediniere) in Brindisi mit den vier ölgefeuerten Schwesterschiffen Pontiere, Alpino, Carabiniere, Fuciliere sowie der älteren Zeffiro der Nembo-Klasse.
Im Oktober 1916 war die Ascaro an der italienischen Besetzung eines Abschnitts an der südalbanischen Küste beteiligt. Der Panzerkreuzer Francesco Ferruccio sicherte mit mehreren Zerstörern und Torpedobooten
vier Transporter, die italienische Truppen nach Santi Quaranta brachten. Die Besetzung diente der Schaffung eines weiteren Hafens auf der albanischen Seite der Straße von Otranto neben dem schon besetzten Valona. Auch sollten in diesem Bereich griechische Interessen abgewehrt werden. Eine kleine griechische Garnison wurde zum Rückzug gezwungen.

### Endschicksal derAscaro
Acscaro überstand mit neun Schwesterschiffen den Ersten Weltkrieg.
Die veralteten Zerstörer wurden am 1. Juli 1921 zu Torpedobooten umklassifiziert. Ab 1923 schieden die Boote aus dem Dienst der Regia Marina aus. Die Ascaro wurde Ende Mai 1930 als vorletztes Boot der Klasse ausgesondert und dann verschrottet.